# Oscar De Pellegrin
Oscar Ugo De Pellegrin (Belluno, 17 maggio 1963) è un arciere, tiratore a segno e politico italiano, più volte campione paralimpico nelle specialità della carabina e del Tiro con l'Arco.
Dal 17 giugno 2022 è sindaco di Belluno.

## Biografia
Paraplegico in seguito ad un infortunio sul lavoro, Oscar De Pellegrin è stato uno degli atleti di punta della Nazionale Sport Disabili, sia per quanto riguarda il tiro con l'arco, sia per il tiro a segno e fa parte del Club ParaOlimpico.
Nelle due discipline può vantare 70 titoli italiani, 11 record italiani e 4 record mondiali.
Nell'anno 2000, dopo aver conquistato la medaglia d'oro olimpica a squadre, è stato insignito del titolo di commendatore della Repubblica Italiana, mentre dal CONI gli è stata conferita la massima onorificenza: il "collare d'oro".
In occasione del viaggio della Fiamma Olimpica di Torino 2006, è stato scelto come ultimo tedoforo della tappa di Belluno, accendendo il tripode in piazza dei Martiri. Nel 2012 invece è stato nominato portabandiera dell'Italia alle Paralimpiadi che si sono tenute a Londra dal 29 agosto al 9 settembre.

### Carriera politica
Nel 2022 si è candidato sindaco di Belluno con una coalizione di centro-destra, venendo eletto al primo turno con il 50,73% delle preferenze, imponendosi sul candidato per il centro-sinistra Giuseppe Vignato. 

## Carriera sportiva

### Tiro con l'arco
Il tiro con l'arco è l'unica disciplina nella quale non ci sono distinzioni fra atleti disabili e atleti normodotati. Per questo motivo, i risultati ai fini delle classifiche Italiane, Mondiali e Olimpiche hanno lo stesso valore per tutti gli atleti.
Grazie a questa particolarità, nel 1993 e nel 1994 Oscar ha ottenuto risultati che lo hanno portato a fare parte della squadra Nazionale della Federazione Italiana Tiro con L'arco (FITARCO).
Oscar De Pellegrin ha rappresentato l'Italia ai Giochi Paralimpici a Barcellona nel 1992, ad Atlanta nel 1996, a Sydney nel 2000, ad Atene nel 2004, a Pechino nel 2008 e a Londra nel 2012, arrivando così a 6 Paralimpiadi.
Nel 2009 è entrato a far parte del Guinness dei Primati, insieme con Marco Vitale e Alberto Simonelli, con un record che consisteva nel centrare e rompere il numero maggiore di lampadine, poste a 15m di distanza.
Il 3 settembre 2012 ha concluso la sua carriera arcieristica vincendo la sua prima medaglia d'oro individuale alle Paralimpiadi di Londra battendo il malaysiano Hasihin Sanawi alla freccia di spareggio.

#### Palmarès
| Anno | Luogo                          | Gara                             | Tipologia | Risultato                             |
| ---- | ------------------------------ | -------------------------------- | --------- | ------------------------------------- |
| 1991 | Italia                         | Coppa delle Regioni              | Fita      | Oro                                   |
| 1993 | Italia                         | Coppa delle Regioni              | Fita      | Argento                               |
| 1997 | Foligno, Italia                | Campionati Europei FISD          |           | Oro a squadre                         |
| 1997 | Foligno, Italia                | Campionati Europei FISD          |           | Bronzo individuale                    |
| 2000 | Sydney, Australia              | PARALIMPIADI                     |           | Oro a squadre                         |
| 2000 | Sydney, Australia              | PARALIMPIADI                     |           | Bronzo individuale                    |
| 2001 | Nymburk, Rep. Ceca             | Campionati mondiali              |           | 8º Individuale                        |
| 2001 | Nymburk, Rep. Ceca             | Campionati Mondiali              |           | 4º a squadre                          |
| 2002 | Spala, Polonia                 | Campionati Europei               |           | Argento a squadre                     |
| 2002 | Spala, Polonia                 | Campionati Europei               |           | 5º Individuale                        |
| 2003 | Italia                         | Coppa delle Regioni              | Fita      | Oro                                   |
| 2003 | Italia                         | Coppa delle Regioni              | O.R.      | 6º                                    |
| 2003 | Madrid, Spagna                 | Campionati Mondiali              |           | Argento Individuale                   |
| 2003 | Madrid, Spagna                 | Campionati Mondiali              |           | 5º a squadre                          |
| 2004 | Italia                         | Coppa delle Regioni              | Fita      | Oro                                   |
| 2004 | Italia                         | Coppa delle Regioni              | O.R.      | 6º                                    |
| 2004 | Atene, Grecia                  | PARALIMPIADI                     |           | 4º Individuale                        |
| 2004 | Atene, Grecia                  | PARALIMPIADI                     |           | 5º a squadre                          |
| 2004 | Stroke Mandeville, Regno Unito | Grand Prix Europeo               |           | Bronzo individuale                    |
| 2004 | Stroke Mandeville, Regno Unito | Grand Prix Europeo               |           | Argento a squadre                     |
| 2005 | Marina di Massa, Italia        | Campionati Mondiali              | Fita      | Oro e RECORD MONDIALE                 |
| 2005 | Marina di Massa, Italia        | Campionati Mondiali              | O.R.      | 9º Individuale                        |
| 2005 | Marina di Massa, Italia        | Campionati Mondiali              | Fita      | 2º a squadre                          |
| 2006 | Nymburk, Rep. Ceca             | Campionati Europei               | Fita      | Argento                               |
| 2006 | Nymburk, Rep. Ceca             | Campionati Europei               | O.R.      | Oro                                   |
| 2007 | Milano, Italia                 | Torneo Internazionale Ambrosiano | Fita      | 4º                                    |
| 2007 | Milano, Italia                 | Torneo Internazionale Ambrosiano | O.R.      | Bronzo                                |
| 2007 | Cheongyu, Corea del Sud        | Campionati Mondiali              | Fita      | Oro                                   |
| 2007 | Cheongyu, Corea del Sud        | Campionati Mondiali              | O.R.      | Bronzo                                |
| 2008 | Massa, Italia                  | Campionati Italiani Assoluti CIP | Fita      | Argento                               |
| 2008 | Milano, Italia                 | Torneo Ambrosiano                | Fita      | 9º individuale                        |
| 2008 | Milano, Italia                 | Torneo Ambrosiano                | Fita      | 4º a squadre                          |
| 2008 | Pechino, Cina                  | PARALIMPIADI                     |           | Bronzo a squadre                      |
| 2009 | Milano, Italia                 | Guinness World Record 2009       | n.d.      | RECORD DEL MONDO                      |
| 2009 | Vichy, Francia                 | Campionati Europei               | O.R.      | 3º a squadre                          |
| 2010 | Vichy, Francia                 | Campionati Europei               | O.R.      | Oro                                   |
| 2010 | Novi Mesto, Rep. Ceca          | Grand Prix                       | O.R.      | 2° Individuale e RECORD MONDIALE      |
| 2010 | Novi Mesto, Rep. Ceca          | Grand Prix                       | O.R.      | Oro a squadre                         |
| 2010 | Novi Mesto, Rep. Ceca          | Grand Prix                       | O.R.      | Oro a squadre miste e RECORD MONDIALE |
| 2010 | Vichy, Francia                 | Campionati Europei               | O.R.      | 8° Individuale                        |
| 2010 | Vichy, Francia                 | Campionati Europei               | O.R.      | Bronzo a squadre                      |
| 2010 | Vichy, Francia                 | Campionati Europei               | O.R.      | Oro a squadre miste                   |
| 2010 | Alessandria, Italia            | Campionati Italiani              | O.R.      | 4° Individuale e RECORD MONDIALE      |
| 2011 | Padova, Italia                 | Campionati Italiani              | Indoor    | 4º individuale                        |
| 2011 | Sassari, Italia                | Campionati Italiani              | O.R.      | Oro                                   |
| 2011 | Torino, Italia                 | Campionati Mondiali              | Fita      | 6º individuale                        |
| 2011 | Torino, Italia                 | Campionati Mondiali              | Fita      | 6º a squadre                          |
| 2012 | Londra, Inghilterra            | Paralympic Test Event            | O.R.      | Bronzo                                |
| 2012 | Sarzana, Italia                | Campionati Italiani              | O.R.      | Oro                                   |
| 2012 | Londra, Regno Unito            | PARALIMPIADI                     |           | Oro                                   |

### Tiro a segno

#### Palmarès
| Anno | Luogo                | Gara                | Tipologia                      | Risultato         |
| ---- | -------------------- | ------------------- | ------------------------------ | ----------------- |
| 1990 | Regno Unito          | World Games         | Carabina, 10m                  | Oro               |
| 1990 | Regno Unito          | World Games         | Carabina cal.22, 50m           | Argento           |
| 1990 | Regno Unito          | World Games         | Carabina, 10m (squadre)        | Bronzo            |
| 1991 | Bruges, Belgio       | Campionati Europei  | Carabina, 10m                  | Oro               |
| 1992 | Barcellona, Spagna   | PARALIMPIADI        | Carabina, 10m                  | Bronzo            |
| 1994 | Linzt, Austria       | Campionati Mondiali | Carabina cal.22, 50m           | 5º                |
| 1995 | Jarvenpaa, Finlandia | Campionati Europei  | Carabina cal.22, 50m           | Argento           |
| 1995 | Jarvenpaa, Finlandia | Campionati Europei  | Carabina cal.22, 50m (squadre) | Argento           |
| 1995 | Jarvenpaa, Finlandia | Campionati Europei  | Carabina, 10m                  | Argento           |
| 1995 | Jarvenpaa, Finlandia | Campionati Europei  | Carabina, 10m (squadre)        | Argento           |
| 1996 | Atlanta, Stati Uniti | PARALIMPIADI        | Carabina cal.22, 50m           | Bronzo            |
| 1998 | Santander, Spagna    | Campionati Mondiali | Carabina cal.22, 50m           | Argento           |
| 1998 | Santander, Spagna    | Campionati Mondiali | Carabina cal.22, 50m (squadre) | Bronzo            |
| 1998 | Santander, Spagna    | Campionati Mondiali | Carabina, 10m                  | Bronzo            |
| 2006 | Sargans, Svizzera    | Campionati Mondiali | Carabina cal.22, 50m           | Bronzo            |
| 2006 | Sargans, Svizzera    | Campionati Mondiali | Carabina cal.22, 50m           | Bronzo (squadre)  |
| 2007 | Shul, Germania       | Campionati Europei  | Carabina cal.22, 50m           | Bronzo (squadre)  |
| 2007 | Shul, Germania       | Campionati Europei  | Carabina cal.22, 50m           | 4º                |
| 2007 | Shul, Germania       | Campionati Europei  | Carabina, 10m                  | Argento (squadre) |
| 2007 | Shul, Germania       | Campionati Europei  | Carabina, 10m                  | Argento (squadre) |

## Cariche da dirigente sportivo
Attualmente Oscar De Pellegrin ricopre le seguenti cariche:
- Presidente dell'ASSI ONLUS (Associazione Sociale Sportiva Invalidi)
- Consigliere Federale e di Presidenza FITARCO
- Membro del Comitato Esecutivo del CONI